# 京都市立花山中学校
京都市立花山中学校（きょうとしりつ かさんちゅうがっこう）は、京都府京都市山科区北花山横田町にある公立中学校。

## 通学区域
以下2校の小学校区。
- 京都市立鏡山小学校
- 京都市立陵ヶ岡小学校

## 周辺
- 京都北花山郵便局
- フレスコ北花山店
- 京都府道116号渋谷山科停車場線（渋谷街道）
- 京都市道185号勧修寺日ノ岡線（大石道）
- 旧安祥寺川
- ドラッグユタカ北花山店
- リトルストーン(ベーカリー)
- 担々麺
- セブンイレブン

## 著名な出身者
- 段田安則（俳優）
- 風吹ジュン（女優）
- 吉崎勝（元プロ野球選手）
- 福田正義（実業家）
- 井上琴絵（バレーボール選手：NECレッドロケッツ）
- 深萱知代（バレーボール選手：JTマーヴェラス）

## アクセス
- 東海道本線（琵琶湖線） 山科駅から南西へ1.2km
- 京阪バス17系統乗車、北花山バス停下車　東へ300m